# Treasure Isle
Treasure Isle (isla del tesoro en español) es un videojuego creado por la compañía norteamericana Zynga y disponible en la red social Facebook. Actualmente ya no se encuentra disponible.

## Argumento
En Treasure Isle, el jugador debe explorar islas de diferente temática en pos de reliquias arqueológicas, objetos de arte como cuadros o esculturas o utensilios de la vida cotidiana, con el objeto de completar colecciones y obtener recompensas a cambio.
La primera vez que se juega (y posteriormente cada vez que se inicia el juego), aparece una isla que servirá de hogar al avatar del jugador. Esta isla se puede decorar con objetos comprados en el mercado (Store), o adquiridos en las expediciones. También se ofrece la oportunidad de colocar elementos como barcos o estatuas que otorgan al jugador un aliciente extra (poder explorar islas que no aparecen en el mapa básico, aumentar su límite de energía, etc.). Para la construcción de estas decoraciones especiales el jugador necesita materiales de construcción, que puede pedir a otros jugadores de su lista de vecinos o comprarlos usando TI Cash.

## Islas
- Tiki: islas de la Polinesia, decoradas con moai, palmeras y algunos edificios como cabañas o chozas. En este tema aparecen la Isla del Volcán y el Palacio del Rey Mono, aventuras divididas en fases a las que solo se puede acceder reuniendo tickets de entrada (se puede retar a otros jugadores)

- Maya: islas cubiertas de árboles con caminos de piedra, estatuas y edificios como pirámides o torres de vigía.

- Piratas: islas con edificios (destruidos si la temática es un ataque pirata), calzadas de piedra, cañones,... Tanto en las islas como alrededor suele haber personajes y barcos animados.

- Asia: islas de temática china y japonesa, en las que aparecen desde el ejército de Terracota de Xian hasta Godzilla, pasando por un bosque de bambú o una ciudad japonesa ultramoderna.

- Atlantis: en desarrollo
- Egipto: en desarrollo
- Polo norte: en desarrollo

Así mismo, hay islas jugables durante un cierto periodo de tiempo, como Islas de los Simios, donde se hace un guiño a películas como King Kong o El planeta de los simios, o Islas de Halloween. 
En cada mundo temático, las islas se dividen a su vez en subtemas; por ejemplo, dentro de las islas japonesas hay islas dedicadas a monstruos, otras a ninjas y otras al anime.

## Dinero en Treasure Isle
En el juego hay dos tipos de divisa, la moneda de oro, que se consigue a cambio de colecciones, excavando o desenterrando tesoros, y el TI cash, que se obtiene comprándolo con dinero real (se puede conseguir mediante el juego, pero en pocas cantidades). Este último sirve para conseguir las decoraciones y objetos funcionales especiales, y completar misiones o construcciones sin necesidad de pedir ayuda o jugar. 

## Energía
A medida que el jugador sube de nivel, su barra de energía aumenta un punto. Cada vez que excava pierde 5 puntos; si corta un árbol o arranca una planta (icono de machete), pierde 7 puntos, si levanta una baldosa o rompe una roca (icono de pico), pierde 10, y si abre una caja o un barril (icono de palanca), pierde 15. 
Puede reponer energía plantando fruta en su huerto o consiguiendo frutas mientras excava, pidiendo energía a los vecinos (fruta o paquete de energía), o esperando hasta que se llene la barra, aunque esto último resulta tedioso ya que cada 5 minutos solo se recupera 1 punto de energía. 
Las frutas son las siguientes:
- Kiwi: repone 5 puntos.
- Plátano: repone 10.
- Mango: repone 15.
- Coco: repone 20.
- Piña: repone 25.

Estas son las frutas que el jugador puede encontrar mientras excava. La piña también se puede cultivar en el huerto, como la fresa o la frambuesa, pero estas dan mucha menor energía. Aparte, se puede conseguir la fruta del dragón (Dragon Fruit), que otorga 45 puntos de energía. 

## Gemas
En la mayoría de las islas, existen áreas bloqueadas por puertas. Aunque en función del tema el obstáculo y la forma de salvarlo varían (en las islas chinas del dragón hay que comprar una llave para liberar un espíritu guardián encerrado en una estatua, y en la isla de Drácula se debe espantar a los vampiros centinelas con cabezas de ajo,...), la regla general es una estatua tiki o maya con un orificio para colocar una gema. 
Existen cinco tipos de gemas, roja, azul, verde, violeta y naranja. Cada jugador posee en su isla un árbol que da gemas de un color. Para conseguir las otras puede visitar a sus vecinos u obtenerlas a partir de elementos funcionales de su isla como la mina de gemas, el pozo de los deseos o las reliquias sagradas griega y polinesia. 
Dependiendo del tipo de puerta, el jugador deberá emplear 1, 5 o 10 gemas del tipo indicado. 

## Otras herramientas
En algunas islas el paso está cortado por rocas, que se pueden destruir usando dinamita. También hay nubes de mosquitos que requieren el uso de un insecticida. 
Otra herramienta muy útil es la pala de fuego, que se obtiene diariamente a partir de un fénix que el jugador puede conseguir si completa la Isla del Volcán (otra recompensa suele ser precisamente una buena cantidad de palas de fuego). 
La pala de fuego permite excavar tres veces simultáneamente, con el gasto energético de una sola, es decir, se pueden abrir por ejemplo tres cajas que estén en línea gastando solo 5 puntos de energía (sin la pala de fuego costaría 45 puntos abrir las tres cajas).

## Animales
Aparte de los animales especiales, disponibles solo con TI Cash, el jugador puede decorar su isla con animales que va encontrando en sus expediciones o que adopta de sus vecinos, como tucanes, iguanas, osos panda, elefantes, monos, tarántulas o delfines.

## Links Relacionados
- Amigos Treasure Isle - Comunidad NO Oficial en Español

- Datos: Q1134072